# Grote Sint-Bernhardpas
De Grote Sint-Bernhardpas is de bergpas tussen het Zwitserse Val d'Entremont en de Aostadal in Italië. Dat is in de Walliser (Penninische) Alpen, in het zuidwesten van Zwitserland en het noordwesten van Italië. 
De weg over de Grote Sint-Bernhardpas, de E27, verbindt Martigny in Zwitserland met Aosta in Italië. Over de weg kan alleen van begin juni tot eind oktober worden gereden. In de winter is de weg afgesloten. Onder de Grote Sint-Bernhardpas, op ongeveer 1900 meter hoogte, ligt de Grote Sint-Bernhardtunnel waar verreweg het meeste verkeer tussen Martigny en Aosta gebruik van maakt.

## Topografie
De Grote Sint-Bernhardpas is met zijn 2469 meter relatief hoog. Toch speelde en speelt de pas een belangrijke rol in het verkeer door de Alpen, omdat er weinig andere begaanbare passen zijn in dit deel van de Alpen met het Mont Blancmassief en de Walliser of Penninische Alpen. De Kleine Sint-Bernhardpas is nog relatief dichtbij maar moeilijker te bereiken vanuit het noorden. In oostelijke richting ligt de Simplonpas (2005 m), de volgende pas over de Walliser Alpen, 85 kilometer verder. Langs Zermatt en de Monte Rosa voert geen pas die door voertuigen is te berijden.

## Honden
De Grote Sint-Bernhardpas is bekend door de sint-bernardshonden. De pas is genoemd naar Bernhard van Menton, die hier in de 11e eeuw een klooster heeft gesticht. De monniken hielpen in moeilijkheden geraakte reizigers die in de bergen de weg kwijt waren geraakt. Om die op te sporen gebruikten ze de sint-bernardshonden.

## Geschiedenis
De route was al in de Romeinse tijd een belangrijke handelsweg. Karel de Grote trok in 773 over de pas in zijn strijd tegen de Longobarden, en in 1800 stak Napoleon met 30.000 man de pas over om de Oostenrijkers uit Lombardije te verdrijven.

## Routebeschrijving
Van noord naar zuid is het eerste deel in Wallis na Martigny breed en met ruime bochten aangelegd. Hoger, na Bourg-Saint-Pierre, komt de weg eerst langs het stuwmeer Lac des Toules. Na het meer begint het steile deel van de pas, maar daar begint ook de tunnel. De weg naar de pas klimt verder door het almaar kaler wordende dal van de rivier de Dranse. Eenmaal op de pashoogte staan het klooster en een hospice. De hospice is een eenvoudig hotel. Meteen daarna komt nog een meer. Hier ligt de grens, nog altijd op pashoogte. Aan de Italiaanse zijde van de pashoogte staan een aantal hotels en ook een bronzen beeld van de heilige Bernard.
Na de pas gaat de afdaling door het Sint-Bernharddal naar het Aostadal. De smalle weg slingert naar beneden naar Saint-Rhémy-en-Bosses, waar de weg weer samenkomt met de weg door de tunnel. Onderweg wordt het uitzicht af en toe ontsierd door het deel van de weg lager: die is daar overdekt. Lager in het dal ligt Saint-Oyen. Daarna, naar Étroubles, wordt de weg minder steil.